# Giverny

Giverny este o comună în departamentul Eure, Franța. În 1 ianuarie 2022 avea o populație de 448 de locuitori.